# 江苏石蒜
江苏石蒜（学名：Lycoris houdyshelii）是石蒜科石蒜属的植物，为中国的特有植物。分布在中国大陆的江苏、浙江等地，常生长在生境或阴湿山坡，目前尚未由人工引种栽培。